# Cryptus medius
Cryptus medius är en stekelart som beskrevs av Szepligeti 1916. Cryptus medius ingår i släktet Cryptus och familjen brokparasitsteklar. Inga underarter finns listade i Catalogue of Life.